# 佐藤淳 (俳優)
佐藤 淳（さとう じゅん、1973年5月1日 - ）は、日本の俳優・声優。文学座所属。血液型O型。

## 経歴・人物
- 1992年文学座研究所に入所。翌年に研修科となり、1997年に座員となった。
- 舞台を中心に、ミュージカル、テレビ、さらに声優として、外画の吹替え、アニメ、ゲームなど、様々なジャンルで活躍。

## 出演作品

### テレビドラマ
- 信長 KING OF ZIPANGU（1992年、NHK大河ドラマ） - 日野輝資 役
- 徳川慶喜（1998年、NHK大河ドラマ） - 倉石佐衛門 役
- ブルースワット - 玉井照夫 役

### 映画
- ゲド戦記（2006年）

### 舞台
- ロックミュージカル「新宿のありふれた夜」（2023年） - 安江 役[1]

### テレビアニメ
- アストロボーイ・鉄腕アトム（2003年） - 警備員 役
- ガンパレード・マーチ 〜新たなる行軍歌〜（2003年） - 男B 役
- DEAR BOYS（2003年） - 藤沢守 役
- 人間交差点（2003年） - 和也 役

### テレビゲーム
- 玻璃ノ薔薇

### 吹き替え
- アイズ ワイド シャット
- おまかせアレックス - レイモンド・アルバラド（ダリス・ラブ） 役
- 恋するマンハッタン - ゲイリー（ウェスリー・ジョナサン） 役
- 僕の大事なコレクション - ジョナサン（イライジャ・ウッド） 役
- パフューム ある人殺しの物語 - ジャン＝バティスト・グルヌイユ（ベン・ウィショー） 役

※以下は佐藤淳 (俳優・声優)の公式のプロフィールのページの出演作にロード・オブ・ザ・リングがあるので混同している可能性あり。
- EX エックス - ウィル（デヴォン・サワ）役 ※DVD版
- 17歳のカルテ - トビー・ジェイコブス（ジャレッド・レト）役
- STEP-UP ステップ・アップ - マイルズ・ダービー役
- ロード・トリップ - EL（ショーン・ウィリアム・スコット） 役
- ロード・オブ・ザ・リング/王の帰還 - サウロン 役